# جوين حجام
جوان حجام (من مواليد 26 مارس 2003)، لاعب كرة قدم محترف يلعب كظهير أيسر لنادي الدرجة الأولى نانت.[1] ولد في فرنسا، ويلعب مع المنتخب الجزائري.